# Тыгиш (село)
Ты́гиш — село в городском округе Богданович Свердловской области России. Входит в состав Тыгишской сельской территории.

## География
Тыгиш расположен в 8 километрах (по автодороге в 9 километрах) к западу от административного центра округа и района — города Богдановича, на правом берегу реки Кунары (правого притока реки Пышмы), в устье её правого притока — реки Коминихи. Рядом с селом находится железнодорожный остановочный пункт Тыгиш перегона Грязновская — Богданович главного хода Транссибирской железнодорожной магистрали.
Ближайшие населённые пункты: Кунарское, Быкова, Билейка, Мелехина, Кулики, Богданович, Красный Маяк, Луч, Каменноозёрское, Троицкое, Бараба, Коменки.

## История
Слово «тыгиш» означает «зеркало».
В 1884 году в селе была открыта школа.

## Население
| 1926 | 2002 | 2010 | 2021 |
| ---- | ---- | ---- | ---- |
| 1197 | ↘949 | ↘943 | ↘787 |

Официально зарегистрированное население Тыгишской сельской территории (куда входят деревня Быкова и село Тыгиш) на 2011 год составляет 1302 человека.

### Известные жители
- Левенских, Никифор Дементьевич (1880—1956) — Герой Социалистического Труда (1948), звеньевой колхоза «Уральский рабочий»
- Пермикин, Николай Максимович (1900—1977) — Герой Социалистического Труда (1948), председатель колхоза «Уральский рабочий».
- Тарабаев, Никита Макарович (1897—1964) — Герой Социалистического Труда (1948), бригадир колхоза «Уральский рабочий»

## Административно-территориальное устройство

### Улицы
| 1. Новая улица 2. Улица Гагарина 3. Улица Решетниковых | 1. Юбилейная улица 2. Улица Ленина 3. Улица Кирова | 1. Улица Новаторов 2. Полевая улица 3. Советская улица |

### Городские праздники и памятные даты
- День города празднуется в первую субботу августа[3].

## Религия
Храм во имя Преподобного Сергия Радонежского появился летом 2005 года. Молитвы проходят в молитвенном доме, выделенном под нужды православной общины.

## Образование и наука
- Тыгишская средняя школа

Примерный состав: 95 учеников, 15 преподавателей. Школа является центром спортивной жизни села.
- Библиотека (филиал № 13 Центральной районной библиотеки)[11]

## Экономика

### Сельское хозяйство
- Колхоз «Родина» производит мясо-молочную продукцию[12].